# Pioniernachmittag

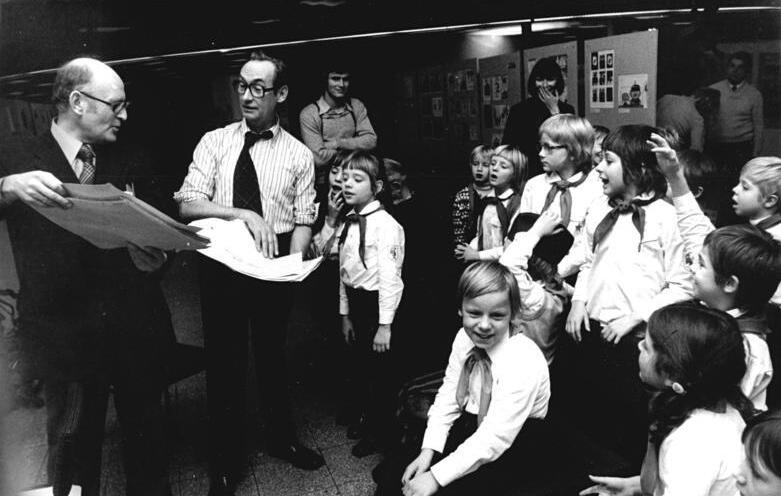
Pioniernachmittag in einer Ausstellung

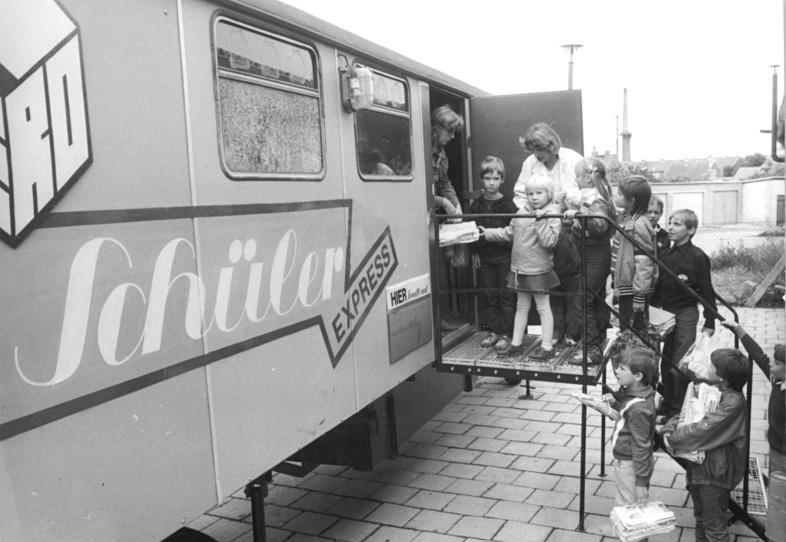
Schulkinder mit gesammeltem Altpapier

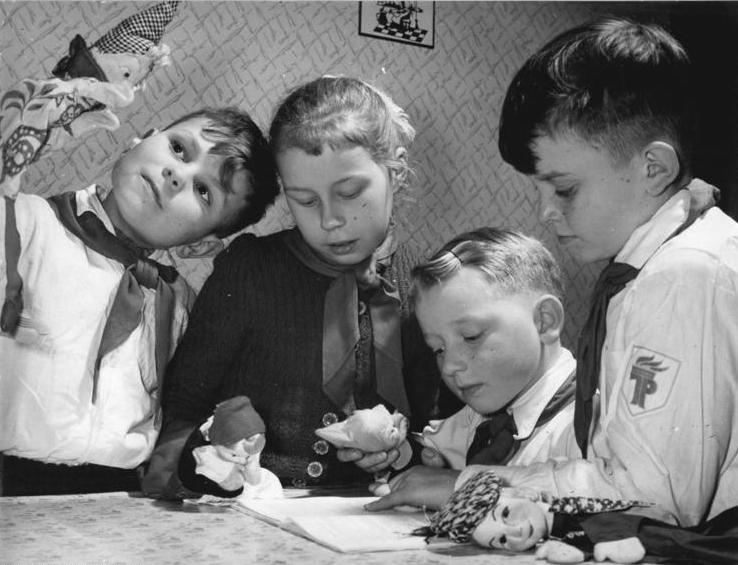
Pioniere beim Puppenspiel

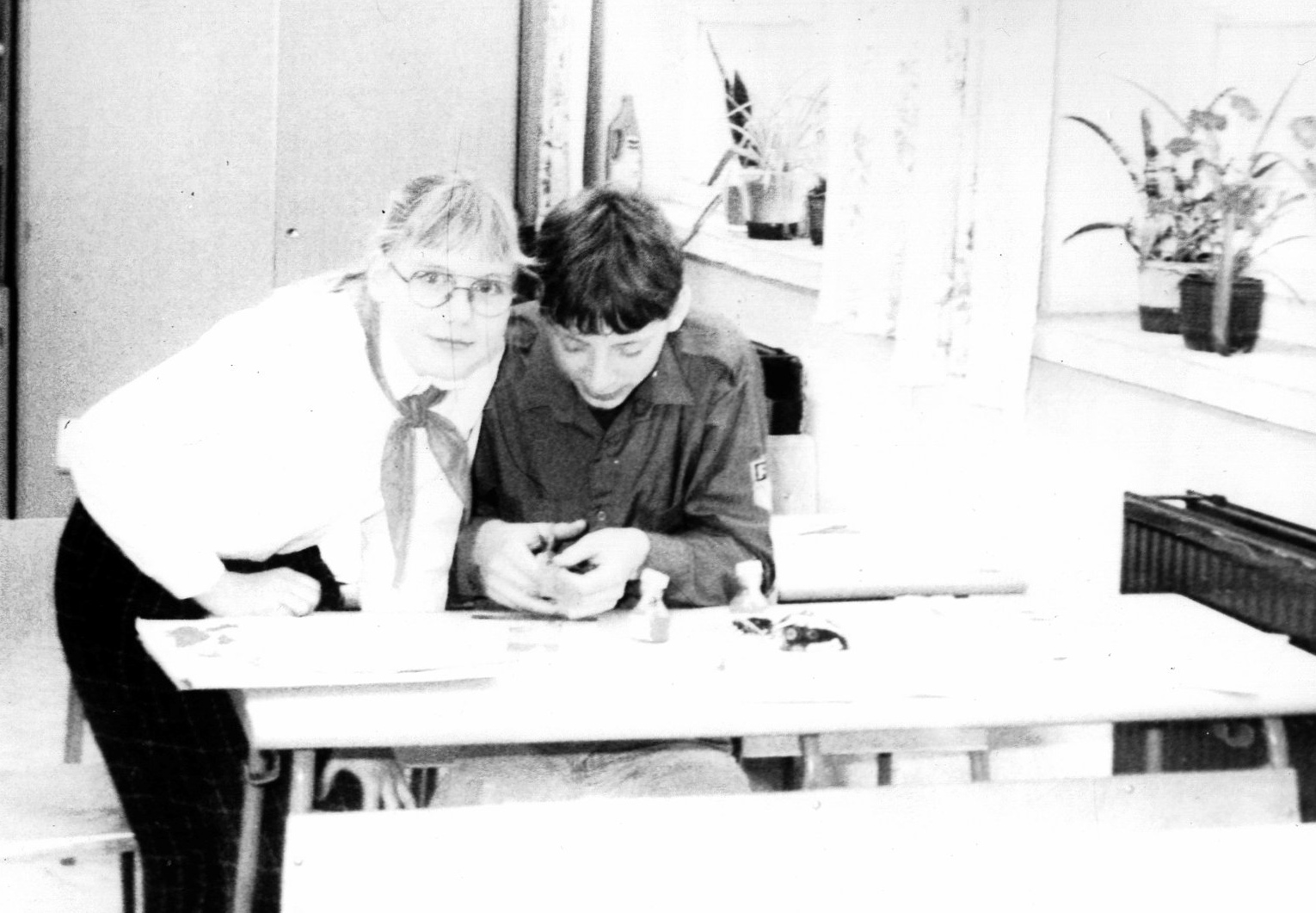
Pioniere beim Basteln, 1988

Ein Pioniernachmittag war in der DDR eine regelmäßige Zusammenkunft aller Mitglieder der Pionierorganisation einer Schulklasse. Die Treffen fanden im Allgemeinen an einem Mittwochnachmittag statt und standen meistens unter Anleitung des Klassenlehrers. Im Jahr 1981 waren 98 Prozent aller Schüler der entsprechenden Altersgruppen Mitglied der Pioniere, so dass der Pioniernachmittag als außerunterrichtliche Aktivität der jeweiligen Schulklasse betrachtet werden kann. Pioniernachmittage fanden, soweit thematisch möglich, in der Schule statt. Sie dienten neben der Freizeitgestaltung auch der politischen Beeinflussung.

## Inhalte der Pioniernachmittage
Die Inhalte der Pioniernachmittage waren vielfältig. Neben mehr oder weniger unpolitischen Freizeitaktivitäten wie Wanderungen, Kino-, Theater- oder Tierparkbesuchen gab es auch explizit politisch orientierte Nachmittage. Zu den Pioniernachmittagen konnten Gäste eingeladen werden. Mitunter waren Eltern oder Mitglieder der Patenbrigade beteiligt, insbesondere bei Ausflügen und Fahrten, da in diesen Fällen auf 9 Schüler mindestens ein Betreuer als aufsichtsführende Person beteiligt sein musste.
Das „Handbuch für Freundschaftspionierleiter“ erwähnte die folgenden Aspekte und Beispiele:
1. Teilnahme am politischen Leben
Beispiele: Erforschung der politischen Traditionen der Arbeiterklasse, politische Gespräche, Solidarität mit „befreundeten sozialistischen Staaten“
2. Gesellschaftlich nützliche, produktive Arbeit und wissenschaftlich-technische Tätigkeit
Beispiele: Arbeitseinsätze (Pionier-Subbotnik), Wertstoffsammlung, Spiel- und Bastelstraßen für andere Kinder, Museumsbesuche, Messe der Meister von Morgen
3. Verantwortung für das Lernen
Beispiele: Bastelstraße, Wissensstraße, Lernkonferenz, Fest der russischen Sprache
4. Kulturell-künstlerische Tätigkeit
Beispiele: Kino-, Theater- und Museumsbesuche, Buchbesprechungen, Buchlesung am Lagerfeuer, Gesellschaftsspiele, Märchennachmittage, Singenachmittage
5. Sport
Beispiele: Crossläufe, Skiwanderung, Korbball, Fußball, Radfahren, Rodeln, Schneeballschlacht, Eisfasching, Schnitzeljagd
6. Touristik
Beispiele: Fuß-, Rad-, Ski- und Wasserwanderungen
Im Handbuch für Freundschaftspionierleiter wird ausgeführt, „dass zwischen Seiten der politischen und Seiten einer sachspezifischen Tätigkeit“ nicht unterschieden werden könne. „Entsprechend dem Charakter der Pionierorganisation als politischer Massenorganisation trägt alle Tätigkeit – ganz gleich in welchem Bereich – politischen Charakter.“ In der Realität hing dies sehr vom Klassenlehrer bzw. Leiter der Pioniergruppe ab.

### Ernst Thälmann
Eine wichtige Rolle spielte dabei die Vermittlung von Wissen über den Namensgeber der Pionierorganisation, Ernst Thälmann, den früheren Parteivorsitzenden der Kommunistischen Partei Deutschlands. Das Handbuch der Freundschaftspionierleiter sah dafür einen Pioniernachmittag pro Schuljahr vor. So sollten beispielsweise gemäß dem Handbuch Schüler der Klasse eins von Pionieren der Klasse vier erfahren, warum die Organisation seinen Namen trägt, Bilder von Arbeiterführern sammeln und eine Wandzeitung gestalten. Das vermittelte Wissen war mit dem Lehrplan in Deutsch und Musik abgestimmt.

### Lernkonferenzen
Eine besondere Form der Pioniernachmittage waren die Lernkonferenzen, auf denen der Leistungsstand einzelner Schüler im Klassenverband besprochen wurde. Ende der 1950er und Anfang der 1960er Jahre, in denen auch intensiv Kritik und Selbstkritik in diesen Zusammenkünften eingesetzt wurden, bestand die Forderung, dass jeder Schüler schriftlich eine Selbstverpflichtung formulieren musste, die Ausdruck für ein erreichbares Ziel sein sollte. Später verpflichteten sich einzelne Pioniere dabei zur Erreichung eines bestimmten Leistungszieles in der Schule. Außerdem wurde schwächeren Schülern eine Lernpatenschaft angeboten. Unter Umständen erfolgte in nachfolgenden Konferenzen eine Berichterstattung über den erzielten Erfolg bzw. das Nichterfüllen des Vorhabens "Lernpatenschaft".

### Wertstoffsammlungen
Im Rahmen von Pioniernachmittagen wurden auch wiederverwertbare Wertstoffe, sogenannte Sekundärrohstoffe, insbesondere Glas und Altpapier, gesammelt und zu den SERO-Aufkaufstellen gebracht. Dazu brachten die Schüler die Altstoffe mit in die Schule oder zogen von Tür zu Tür. Das eingenommene Geld wurde für Hilfsaktionen (z. B. in Vietnam) gespendet oder für Freizeitaktivitäten verwendet. Im Schuljahr 1979/80 wurden zum Beispiel 73 Millionen Flaschen und Gläser, 20.000 Tonnen Schrott, 30.000 Tonnen Papier und 9000 Tonnen Alttextilien durch Schüler gesammelt.

## Schriften
- Siegfried Schmidt: Wie Ernst Thälmann – treu und kühn. Handbuch für Freundschaftspionierleiter, Der Kinderbuchverlag, 1973.